# 甘肅布政使
甘肅布政使，全稱為甘肅等處承宣布政使司布政使，又稱甘肅承宣布政使。清朝從二品文官，是清代甘肅省的民生賦稅和教化行政事務的最高長官，駐紮在甘肅的蘭州府（今甘肅省蘭州市），受甘肅巡撫和陝甘總督管轄。管理底下的八府、一直隸廳、六直隸州、六散州、八散廳、四十七縣的官員。康熙六年（1667年）改陝西右布政使為鞏昌布政使，康熙八年（1669年），清廷下令鞏昌布政使改駐紮在蘭州府，是為甘肅布政使駐守蘭州的開始，首任甘肅布政使即為原任鞏昌布政使的羅森。末代甘肅布政使為署理該職位的甘肅提學使俞明震，民國建立後，其改任中華民國平政院（即後來的公務員懲戒委員會）肅政使一職。其曾孫即是中華人民共和國前任全國政協主席的俞正聲。

## 沿革
最初清代在順治朝和康熙初年，一省為左右二位布政使，陝西右布政使管理甘肅地區，到了康熙六年（1667年），經議政王貝勒大臣九卿科道等會議後決定裁撤掉左右布政使的設置，因此陝西布政使改為鞏昌布政使，駐紮在鞏昌府，管轄整個甘肅省的民生稅賦。而後到了康熙八年（1669年）十二月十一日，鞏昌布政使移駐到蘭州府，使得甘肅布政使開始駐紮在蘭州，並一直延續到了清末。
而最初，由於甘肅為清朝重地，向來以八旗和綠營等重兵駐守於此，在三藩之亂時，以靖逆侯張勇為首的「河西四漢將」，更是大破王輔臣所部，為清朝奠定與吳三桂之戰的勝利基礎。因此甘肅布政使一職也向來是由清朝皇帝更為信任的滿洲旗人出任，而到了雍正三年（1725年），雍正帝調甘肅按察使彭振翼改任為甘肅布政使，是為漢人擔任該職之始。

## 大事件

### 甘肅冒賑案
乾隆四十六年（1781年），曾任甘肅布政使的浙江巡撫王亶望、時任甘肅布政使的王廷贊等一眾與甘肅有關之官員，以「賑災」為名，共謀作弊、肆意侵貪所造成的大案，牽涉總督、布政使及以下道、州、府、縣各級官員達113人之眾，追繳贓銀281餘萬兩，波及直隸、盛京、江蘇、浙江、雲南等幾個省的諸多官員，一時之間，震動全國，為有清一代最為嚴重的貪汙案，乾隆帝更稱此案是「為從來未有之奇貪異事」。

## 收入
順治十三年（1656年）議定，甘肅布政使的年俸為正從二品的俸銀155兩，俸米155斛。而後到了雍正初年的養廉銀制度中規定了甘肅布政使的養廉銀為每年白銀7000兩

## 屬員
- 從七品都事1人（康熙二十五年（1686年）裁撤）[5]
- 從七品理問所副理問1人（康熙三十八年（1699年）裁撤）[5]
- 正八品照磨1人[5]
- 正八品廣積庫大使1人[5]

## 歷任甘肅布政使
| 任職者   | 任期              | 出身                                         | 旗籍       | 接任前官職               | 卸任後官職                   | 備註                                 |
| -------- | ----------------- | -------------------------------------------- | ---------- | ------------------------ | ---------------------------- | ------------------------------------ |
| 羅森     | 康熙6年-康熙10年  | 順治四年 進士                                |            | 陝西右布政使             | 四川巡撫                     |                                      |
| 色特     | 康熙10年-康熙11年 |                                              | 滿洲       | 山西按察使               |                              |                                      |
| 成額     | 康熙11年-康熙14年 |                                              | 滿洲       | 甘肅按察使               |                              |                                      |
| 伊圖     | 康熙14年-康熙18年 |                                              | 滿洲鑲紅旗 | 甘肅按察使               | 詹事府左庶子、日講起居注官   |                                      |
| 鄂愷     | 康熙18年-康熙19年 |                                              | 滿洲鑲紅旗 | 吏部郎中                 | 陜西巡撫                     |                                      |
| 雅思哈   | 康熙19年-康熙22年 |                                              | 滿洲正白旗 | 吏部郎中                 | 都察院左副都御史             |                                      |
| 拔錫     | 康熙22年-康熙24年 |                                              | 滿洲鑲藍旗 | 吏部郎中                 |                              |                                      |
| 圖爾宸   | 康熙25年          | 順治十二年 狀元 內翰林國史院 修撰            | 滿洲正白旗 | 兵部郎中                 | 陜西巡撫                     | 順治十二年（1655年）滿榜狀元         |
| 塞楞額   | 康熙25年-康熙26年 |                                              | 滿洲鑲紅旗 | 戶部郎中                 | 內閣學士兼禮部侍郎銜         |                                      |
| 噶邇薩   | 康熙26年-康熙30年 |                                              | 滿洲正白旗 | 兵部郎中                 | 光祿寺卿                     |                                      |
| 吳赫     | 康熙30年-康熙31年 |                                              | 滿洲鑲藍旗 | 山西布政使               | 甘肅巡撫                     |                                      |
| 嚴泰     | 康熙31年          |                                              | 滿洲       | 刑科給事中               | 甘肅巡撫                     |                                      |
| 杜喜     | 康熙31年-康熙32年 |                                              | 滿洲鑲藍旗 | 刑部郎中                 |                              |                                      |
| 郭渾     | 康熙32年-康熙35年 |                                              | 滿洲正白旗 | 兵科給事中               | 甘肅巡撫                     |                                      |
| 能泰     | 康熙35年-康熙37年 | 廕生                                         | 滿洲鑲白旗 | 兵科給事中               |                              |                                      |
| 囊吉里   | 康熙37年-康熙41年 |                                              |            | 山西按察使               |                              |                                      |
| 能泰     | 康熙41年-康熙43年 | 廕生                                         | 滿洲鑲白旗 |                          | 四川巡撫                     |                                      |
| 朝琦     | 康熙43年-康熙44年 |                                              | 滿洲鑲黃旗 | 山西布政使               | 來京以旗員用                 |                                      |
| 鄂岱     | 康熙44年-康熙45年 |                                              | 滿洲正藍旗 | 監察御史（長蘆巡鹽御史） |                              |                                      |
| 安達禮   | 康熙45年          |                                              |            | 工部郎中                 |                              |                                      |
| 伍實     | 康熙45年-康熙48年 |                                              | 滿洲鑲黃旗 | 宗人府郎中               |                              | 覺羅                                 |
| 阿米達   | 康熙48年-康熙50年 |                                              | 滿洲鑲藍旗 | 監察御史                 | 丁母憂                       |                                      |
| 折爾金   | 康熙50年-康熙61年 |                                              | 滿洲正紅旗 | 宗人府理事官             |                              |                                      |
| 傅德     | 雍正元年-雍正2年  |                                              | 滿洲鑲藍旗 |                          | 內閣學士兼禮部侍郎銜         |                                      |
| 彭振翼   | 雍正2年-雍正3年   |                                              |            | 甘肅按察使               | 革職                         |                                      |
| 鍾保     | 雍正3年-雍正5年   | 官學生                                       | 滿洲鑲黃旗 | 甘肅按察使               | 革職                         |                                      |
| 孔毓璞   | 雍正5年-雍正7年   | 貢生                                         |            | 浙江布政使               | 都察院左副都御史             |                                      |
| 葛森     | 雍正7年-雍正8年   | 監生                                         | 滿洲正藍旗 | 山西按察使               | 雲南布政使                   |                                      |
| 諾穆圖   | 雍正8年-雍正10年  |                                              | 滿洲正藍旗 | 吏部員外郎               | 協同駐劄哈爾海圖都統辦理軍務 |                                      |
| 鄂昌     | 雍正8年-雍正10年  | 雍正六年 舉人                                | 滿洲鑲藍旗 | 陝西寧夏道道員           | 四川巡撫                     |                                      |
| 徐杞     | 雍正11年-雍正13年 | 康熙五十一年 進士 翰林院 庶吉士              |            | 通政司左參議             | 甘肅布政使                   | 署理                                 |
| 徐杞     | 雍正13年-乾隆10年 | 康熙五十一年 進士 翰林院 庶吉士              |            | 署理甘肅布政使           | 湖南布政使                   |                                      |
| 阿思哈   | 乾隆10年-乾隆14年 | 官學生                                       | 滿洲正黃旗 | 吏部郎中                 | 江西巡撫                     | 諡號「莊恪」                         |
| 張若震   | 乾隆14年-乾隆15年 | 雍正元年 欽賜舉人                            |            | 浙江布政使               | 湖南布政使                   |                                      |
| 楊應琚   | 乾隆15年-乾隆16年 | 廕生                                         | 漢軍正白旗 | 甘肅按察使               | 甘肅巡撫                     | 太子太師                             |
| 吳士端   | 乾隆16年-乾隆19年 | 蘇州府學生 歲貢生                            |            | 陝西按察使               | 貴州布政使                   |                                      |
| 史奕昂   | 乾隆19年-乾隆20年 |                                              |            | 山東運河道道員           | 福建按察使                   | 署理                                 |
| 明德     | 乾隆20年-乾隆21年 | 監生                                         | 滿洲正紅旗 | 四川布政使               | 山西巡撫                     |                                      |
| 武忱     | 乾隆21年-乾隆23年 | 官學生                                       | 蒙古正紅旗 | 陝西布政使               | 甘肅洮岷道道員               |                                      |
| 蔣炳     | 乾隆23年-乾隆25年 | 雍正四年 舉人                                |            | 軍機章京、員外郎         | 倉場侍郎                     |                                      |
| 許松佶   | 乾隆25年          | 監生                                         |            | 湖南布政使               | 安徽布政使                   |                                      |
| 明德     | 乾隆25年          | 監生                                         | 滿洲正紅旗 | 甘肅按察使               | 甘肅巡撫                     |                                      |
| 吳紹詩   | 乾隆25年-乾隆28年 | 生員                                         |            | 甘肅按察使               | 刑部右侍郎                   | 諡號「恭定」                         |
| 淑寶     | 乾隆28年          | 監生                                         | 滿洲鑲紅旗 | 湘驛鹽長寶道道員         | 福建按察使                   |                                      |
| 王檢     | 乾隆28年-乾隆29年 | 雍正十一年 進士 翰林院 庶吉士                |            | 廣西布政使               | 湖北巡撫                     |                                      |
| 恒光     | 乾隆29年-乾隆30年 |                                              |            | 安西道道員               | 貴州布政使                   |                                      |
| 喬光烈   | 乾隆29年-乾隆30年 | 乾隆二年 進士                                |            | 湖南巡撫                 |                              |                                      |
| 海明     | 乾隆30年-乾隆32年 | 繙譯生員                                     | 滿洲正藍旗 | 甘肅按察使               | 四川布政使                   | 諡號「勤恪」                         |
| 佛德     | 乾隆32年-乾隆33年 | 繙譯舉人                                     | 滿洲正紅旗 | 河南布政使               | 江西按察使                   |                                      |
| 蔡鴻業   | 乾隆33年-乾隆35年 | 乾隆十三年 進士                              |            | 甘肅按察使               | 丁父憂                       |                                      |
| 楊景素   | 乾隆35年-乾隆36年 | 監生                                         |            | 河南按察使               | 直隸布政使                   | 太子太保                             |
| 尹嘉銓   | 乾隆36年-乾隆39年 | 雍正十三年 舉人                              |            | 山東布政使               | 大理寺卿                     |                                      |
| 王亶望   | 乾隆39年-乾隆42年 | 乾隆十五年 舉人                              |            | 浙江布政使               | 浙江巡撫                     |                                      |
| 王廷贊   | 乾隆42年-乾隆46年 | 監生                                         |            | 甘肅寧夏道道員           | 絞刑                         |                                      |
| 福崧     | 乾隆46年-乾隆47年 | 繙譯生員                                     | 滿洲正黃旗 | 廣東布政使               | 浙江巡撫                     |                                      |
| 馮光熊   | 乾隆47年-乾隆49年 | 乾隆十二年 舉人                              |            | 江西按察使               | 安徽按察使                   |                                      |
| 浦霖     | 乾隆49年          | 乾隆三十一年 進士                            |            | 陝西按察使               | 安徽布政使                   |                                      |
| 陳步瀛   | 乾隆49年          | 乾隆二十六年 進士 翰林院 庶吉士              |            | 甘肅按察使               | 安徽布政使                   |                                      |
| 浦霖     | 乾隆49年-乾隆50年 | 乾隆三十一年 進士                            |            | 安徽布政使               | 湖南巡撫                     |                                      |
| 福寧     | 乾隆50年-乾隆54年 | 繙譯生員                                     | 滿洲鑲藍旗 | 江蘇按察使               | 陝西布政使                   |                                      |
| 蔣兆奎   | 乾隆54年-乾隆56年 | 乾隆三十一年 進士                            |            | 山西按察使               | 山西布政使                   |                                      |
| 景安     | 乾隆56年-乾隆58年 | 官學生                                       | 滿洲鑲紅旗 | 山西布政使               | 工部右侍郎、正藍旗滿洲副都統 | 太子少保                             |
| 汪志伊   | 乾隆58年-乾隆60年 | 乾隆三十六年 舉人                            |            | 江蘇按察使               | 浙江布政使                   |                                      |
| 陸有仁   | 乾隆60年-嘉慶元年 | 乾隆三十四年 進士                            |            | 甘肅按察使               | 刑部右侍郎                   |                                      |
| 陸有仁   | 嘉慶元年-嘉慶2年  | 乾隆三十四年 進士                            |            | 甘肅布政使               | 陝西按察使                   | 刑部右侍郎兼任署理，並代辦陝甘總督事 |
| 楊揆     | 嘉慶2年-嘉慶4年   | 乾隆四十五年 欽賜舉人                        |            | 四川按察使               | 四川布政使                   |                                      |
| 廣厚     | 嘉慶4年-嘉慶6年   | 乾隆四十三年 進士                            | 滿洲鑲黃旗 | 江西布政使               | 江西布政使                   |                                      |
| 王文湧   | 嘉慶6年-嘉慶8年   | 乾隆二十六年 會試落榜 選為內閣中書（中正榜） |            | 山西按察使               | 光祿寺卿                     |                                      |
| 蔡廷衡   | 嘉慶8年-嘉慶14年  | 乾隆四十三年 榜眼 翰林院 編修                |            | 甘肅按察使               | 革職                         |                                      |
| 陳祁     | 嘉慶14年-嘉慶17年 | 監生                                         |            | 陜西按察使               | 過世                         |                                      |
| 何銑     | 嘉慶17年-嘉慶19年 | 監生                                         |            | 江西按察使               | 陝西布政使                   |                                      |
| 盛惇崇   | 嘉慶19年-嘉慶20年 | 乾隆四十六年 進士                            |            | 陜西布政使               | 過世                         |                                      |
| 陳桂生   | 嘉慶20年          | 優貢生                                       |            | 候補四品京堂             | 江寧布政使                   |                                      |
| 楊懋恬   | 嘉慶20年          | 乾隆五十四年 拔貢生                          |            | 陝西布政使               | 江蘇布政使                   |                                      |
| 嚴烺     | 嘉慶20年-嘉慶21年 | 嘉慶元年 進士 翰林院 庶吉士                  |            | 湖北按察使               | 湖北按察使                   |                                      |
| 程國仁   | 嘉慶21年-嘉慶23年 | 嘉慶四年 傳臚 翰林院 庶吉士                  |            | 山東按察使               | 浙江巡撫                     | 乾隆五十九年 解元                    |
| 屠之申   | 嘉慶23年-嘉慶25年 |                                              |            | 甘肅按察使               | 直隸布政使                   |                                      |
| 盧坤     | 嘉慶25年-道光2年  | 嘉慶四年 進士 翰林院 庶吉士                  |            | 湖北按察使               | 廣西巡撫                     | 太子太師、一等輕車都尉，諡號「敏肅」 |
| 朱桂楨   | 道光2年-道光3年   | 嘉慶四年 進士                                |            | 浙江按察使               | 山東布政使                   | 諡號「莊恪」                         |
| 楊健     | 道光3年-道光7年   | 嘉慶元年 進士                                |            | 山東布政使               | 湖北巡撫                     |                                      |
| 顏伯燾   | 道光7年-道光9年   | 嘉慶十九年 進士 翰林院 庶吉士                |            | 甘肅按察使               | 直隸布政使                   |                                      |
| 方載豫   | 道光9年-道光13年  | 舉人                                         |            | 陝西按察使               |                              |                                      |
| 光聰諧   | 道光13年          | 嘉慶十四年 進士 翰林院 庶吉士                |            | 直隸按察使               | 直隸布政使                   |                                      |
| 色卜星額 | 道光13年-道光15年 | 嘉慶十年 進士 翰林院 庶吉士                  | 蒙古鑲紅旗 | 甘肅按察使               | 安徽巡撫                     | 太子太保                             |
| 梁章鉅   | 道光15年-道光16年 | 嘉慶七年 進士 翰林院 庶吉士                  |            | 江蘇布政使               | 直隸布政使                   |                                      |
| 趙炳言   | 道光16年-道光17年 | 嘉慶二十二年 進士                            |            | 湖南按察使               | 廣西按察使                   |                                      |
| 梁萼涵   | 道光17年-道光20年 | 嘉慶二十五年 進士 翰林院 庶吉士              |            | 浙江按察使               | 雲南布政使                   |                                      |
| 郭文匯   | 道光20年-道光21年 | 嘉慶二十五年 進士                            |            | 廣西按察使               |                              |                                      |
| 周開麒   | 道光21年          | 道光三年 探花 翰林院 編修                    |            | 浙江按察使               | 捐輸局董辦勸捐事務           |                                      |
| 程德潤   | 道光21年-道光23年 | 嘉慶十九年 進士                              |            | 甘肅按察使               | 候補主事                     |                                      |
| 陸費瑔   | 道光23年          | 副貢生                                       |            | 直隸布政使               | 江寧布政使                   |                                      |
| 葉名琛   | 道光23年          | 道光十五年 進士                              |            | 江寧布政使               | 廣東布政使                   | 太子少保、一等男                     |
| 陳繼昌   | 道光23年          | 嘉慶二十五年 狀元 翰林院 修撰                |            | 直隸布政使               | 江寧布政使                   | 科舉史上最後一位「三元及第」         |